# Bloch MB.131
Le Bloch MB.131 est un avion quadriplace de reconnaissance et de bombardement utilisé par la France au début de la Seconde Guerre mondiale.

## Origine et développement
Dès 1935, réalisant que le concept BCR (bombardement, combat, renseignement) conduisait à une impasse, Marcel Bloch fit redessiner le bimoteur Bloch MB.130 conçu pour ce programme. Devenu simplement quadriplace de bombardement et de reconnaissance, le MB.131 affichait une aérodynamique nettement améliorée avec un fuselage entièrement nouveau tout en conservant les moteurs Gnome et Rhône 14 Kirs/Kjrs. L’Armée de l’air passa commande de 40 appareils le 1er avril 1936 sans attendre le début des essais. Construit à Courbevoie et assemblé à Villacoublay, le prototype MB.131-01 effectua son premier vol le 12 août 1936 piloté par André Curvale et Armand Raimbeau avec le matricule E-221 peint sous les ailes. Le 6 décembre 1936 il rejoignait Marignane pour essais officiels. En raison de vibrations la voilure fut agrandie et les empennages modifiés : nouveau dessin de dérive, stabilisateur réduit avec introduction d’un dièdre positif.
Présenté au Salon de l’Aéronautique de 1936, le second prototype (MB.131-02, E-222) ne prit l’air que le 7 mai 1937. Il se distinguait par le déplacement de la tourelle dorsale, l’apparition d’un poste de tir ventral et donc d’un cinquième homme d’équipage. Il entra au Centre d'Essais de Matériels Aériens (CEMA) en juin 1937. Au moment où la Société des avions Marcel Bloch était absorbée par la SNCASO ses moteurs étaient en cours de remplacement par des Gnome et Rhône 14N.10/11 qui seront retenus en série. Ce bimoteur fut finalement équipé d’une double commande permettant l’instruction, devenant MB.131 Ins avant livraison à l’armée de l’air, tandis que le MB.131-01 était abandonné.   
Cinq marchés (no 292/6, 293/6, 855/6, 856/6 et 984/7) portant commande de 141 MB.131 et 132 à produire dans la nouvelle usine de Châteauroux-Déols furent passés entre avril et décembre 1936, mais en avril 1938 le Plan V transforma les MB.132 en autant de MB.131. Le MB.131 fut donc la seule version de ce bimoteur produite en série.
Le premier appareil à sortir de la nouvelle usine de Déols (MB.131-03) prit l’air le 1er juin 1938, équipé d’une tourelle ventrale semi-escamotable. Ce dispositif se révéla lourd et complexe. Il fut donc abandonné au profit d’une gondole ventrale, moins efficace mais plus aérodynamique.

## Les modèles dérivés du MB.131
- Bloch MB.132 : Projet d’une version à moteur en étoile Hispano-Suiza 14AA de 940 ch prévue par la première commande. Ce moteur fut un échec et le prototype fut finalement terminé comme MB.131 avant livraison à l’armée de l’air[1].

- Bloch MB.133 : La première commande prévoyait également la fourniture d’un prototype à moteur Hispano-Suiza 14AA comme le MB.132 mais avec un empennage à double dérive. Terminé, le prototype attendit pendant un an ses moteurs dans un hangar de Villacoublay[1], tant en raison des problèmes de mise au point du moteur que de la désorganisation régnant alors dans l’industrie aéronautique française, en pleine réorganisation après les nationalisations[1]. Le prototype prit l’air le 1er octobre 1934, piloté par Curvale, et fut chronométré à 435 km/h, mais arrivait trop tard. Il fut donc transformé en MB.131 pour livraison à l'armée de l’air.

- Bloch MB.134/135 : L’échec des gros moteurs Hispano-Suiza ou Gnome et Rhône ayant fait capoter le programme des bombardiers quadrimoteurs de 1934, le STAé publia en 1936 sous la désignation A21/1 un nouveau programme de bombardier moyen quadriplace qui ouvrait la voie à un appareil quadrimoteur[1]. La tourelle-canon inférieure était définitivement abandonnée au profit de mitrailleuses tirant par une trappe et deux missions types étaient retenues : 800 kg de bombes sur 2 200 km ou 1 500 kg avec 500 kg de carburant de moins, les projectiles les plus gros atteignant 200 kg[1]. Travaillant désormais pour le compte de la SNCASO, le bureau d’études Marcel Bloch étudia deux appareils dérivés du MB.131, le bimoteur MB.134 et le quadrimoteur MB.135[1]. Dotés d’une nouvelle voilure, d’un empennage double dérive et de moteurs Gnome et Rhône 14P de 1 250 ch, le MB.134 avait en réalité peu de pièces communes avec le MB.131. L’abandon du moteur 14P entraîna l’abandon du projet initial et le développement d’un appareil entièrement nouveau, également désigné MB.134, qui effectua son premier vol le 22 juillet 1939 à Villacoublay, mais qui n'avait aucun lien de parenté avec le MB.131[1].

- Bloch MB.136 : Variante à flotteur du MB.134 première version proposée sans succès à la Marine comme bombardier-torpilleur avec des moteurs Gnome et Rhône 14N de 950 ch ou 14P de 1 250 ch. Cet appareil aurait été rapide pour sa catégorie mais avec une charge utile et surtout un rayon d’action insuffisants.

## Production
Les 13 premiers appareils de série (no 3 à 15, E-223/235) étaient des quadriplaces de reconnaissance MB.131 R4, les cinq machines suivantes (no 16 à 20, E-236/238 et E6241/242) des MB.131 Ins d’instruction. Tous les bimoteurs produits à partir du no 21 furent livrés comme quadriplaces de reconnaissance et de bombardement MB.131 RB4 (no 21 à 40, E-243/262 et no 45 à 142, L-300/397). Malgré les retards de fabrication les 141 avions commandés furent livrés, les prototypes MB.132 et MB.133 ayant été mis au standard MB.131 (no 42/44, E-298, E-296 et E-304) comme le MB.131-02.

## En service
Bien que pouvant théoriquement emporter 800 kg de bombes, le MB.131 fut confiné aux escadrilles de reconnaissance en raison de performances relativement médiocres. Dès juin 1938 les premiers appareils sortant de Déols furent affectés aux GR I/22 et II/22. Le GR I/55 fut équipé à son tour début 1939, puis au printemps les 14e GAA et le GR I/35.
En septembre 1939 on comptait 109 MB.131 en service au sein des GR I/14, GR II/14, GR I/21, GR II/22, GR I/35, GR I/36, GR II/36, GR I/55, GR/II/55 et GR/I/61. Employés sans escorte pour des reconnaissances de jour sur la Ligne Siegfried, ils étaient une proie facile pour les chasseurs allemands : Deux appareils du 14e GAR furent victimes des Bf 109 du I/JG53 dès le 9 septembre : Le no 92 s’écrasa en flammes, le second parvint à se poser avec une hélice en drapeau. Le 17 septembre deux bimoteurs du GR I/22 effectuant une reconnaissance sur la Sarre furent à nouveau pourchassés par les Messerschmitt du I/JG53. Le no 100 put s’échapper mais le no 86 s’écrasa à Morsbach. À partir du 18 septembre 1939 ils furent interdits de missions de jour. Le 20 septembre un MB.131 du GR I/14 termina sa reconnaissance de nuit sur le ventre. Le MB.131 no 80 du GR II/55 fut encore abattu près de Fribourg-en-Brisgau le 26 septembre en tentant d’échapper à 6 Bf 109 du II/JG 52 et le 22 novembre le no 122 du GR I/36 effectuant une sortie d’entrainement subit les tirs d’une patrouille de MS.406 du GC II/2. Commandes sectionnées, il parvient à se poser sur le ventre à La Fère-Courbes. Toutes causes confondues l’armée de l’air a perdu 8 MB.131 (10 tués) entre septembre 1939 et mai 1940.
Retirés progressivement de première ligne dès que les Potez 63.11 devinrent disponibles début 1940, ils furent transférés dans les écoles pour l’entrainement ou le remorquage de cibles. Le 10 mai 1940 on en comptait pourtant toujours 35 en première ligne avec les GR I/36 et GR II/36, ainsi qu'au GR-I/61 formé en AFN, tandis que 64 étaient dans les écoles. À l’armistice on recensa 53 exemplaires en zone libre et 21 furent capturés par les Allemands en novembre 1942 pour être mis à la ferraille après des essais jugés calamiteux. Seuls 2 exemplaires furent utilisés par l'aviation du gouvernement de Vichy pour des missions de remorquage de cibles.